# John Stewart Bell

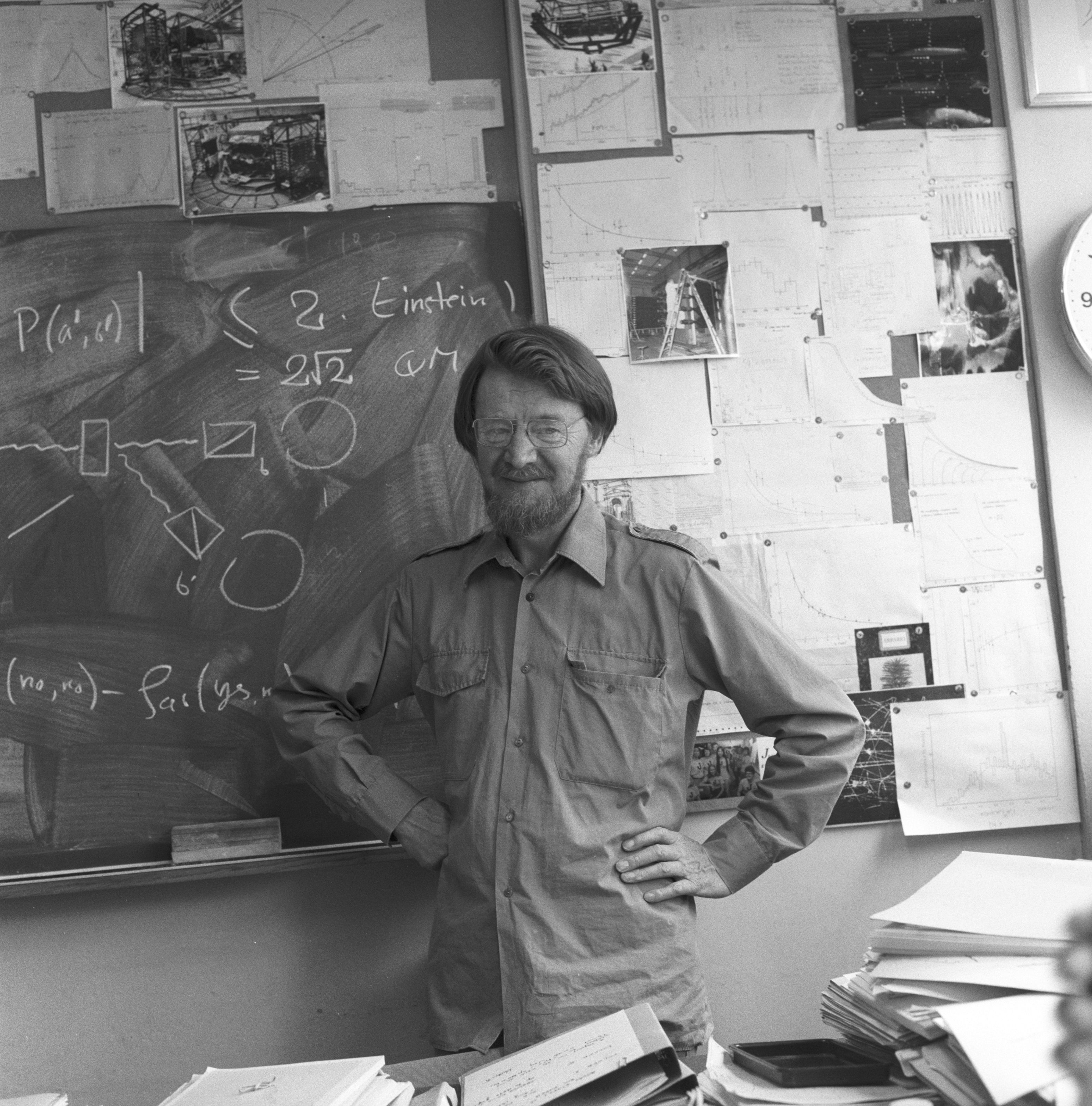
John Stewart Bell, 1982

John Stewart Bell (* 28. Juni 1928 in Belfast; † 1. Oktober 1990 in Genf, Schweiz) war ein nordirischer Physiker, nach dem die Bellsche Ungleichung und das Bellsche Raumschiffparadoxon benannt wurden.

## Leben und Wirken
Bell stammte aus armen Verhältnissen. Mit Hilfe von Stipendien und Nebenjobs war es ihm möglich, weiterführende Schulen zu besuchen und später an der Queen’s University of Belfast Physik zu studieren. 1948 erwarb er den B.Sc. in Experimentalphysik, ein Jahr später einen Abschluss in mathematischer Physik.
Zunächst arbeitete er in der Atomenergieforschung in Harwell (Oxfordshire). Dort promovierte er 1956. Anschließend beschäftigte er sich mit theoretischer Elementarteilchenphysik in Birmingham und am CERN. Seine Frau Mary, ebenfalls Physikerin, heiratete er 1954. Bell interessierte sich vor allem seit Bekanntwerden der Bohmschen Quantenmechanik für die Grundlagen der Quantenphysik.

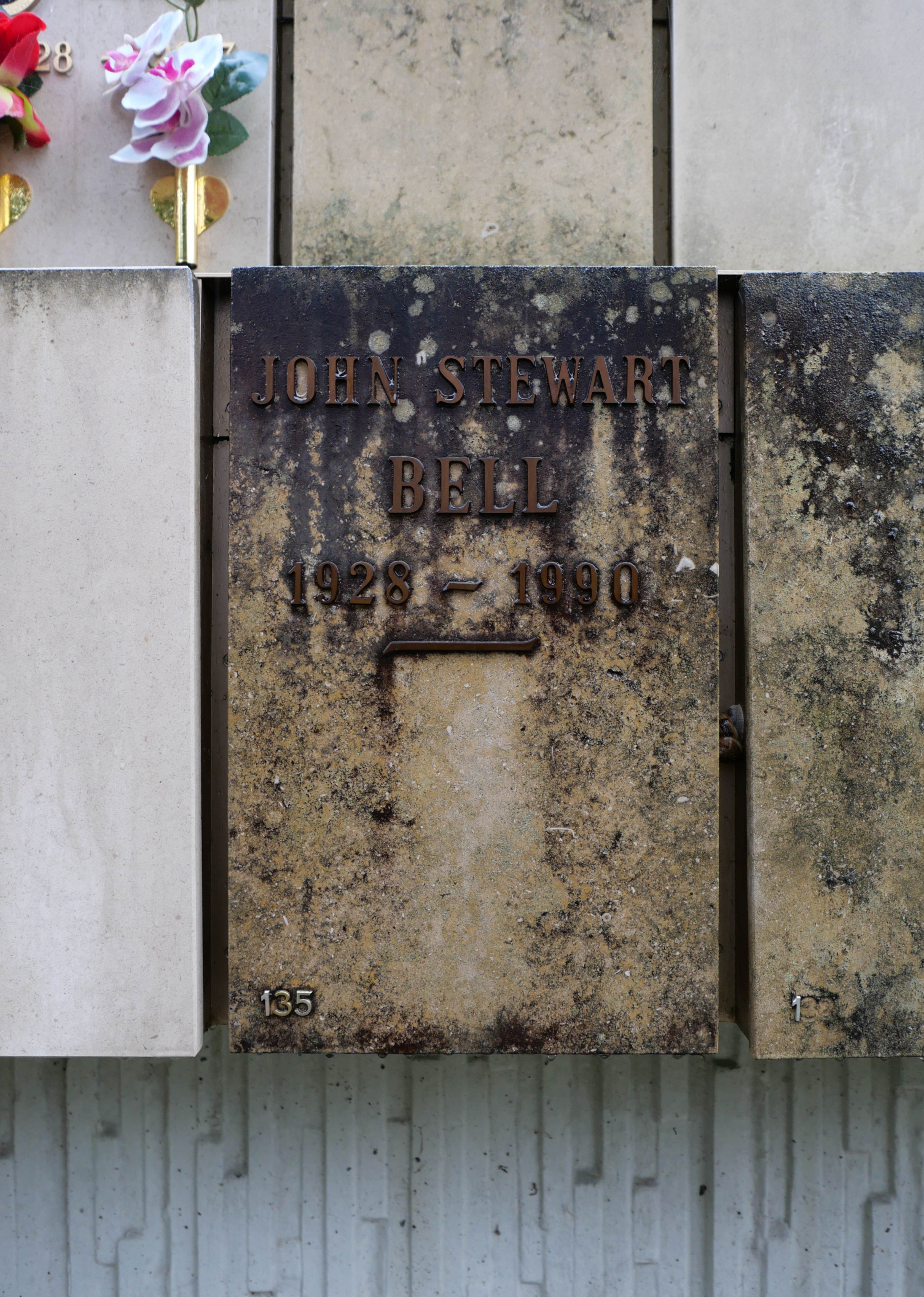
Das Urnengrab im Jahr 2024

Als seine wichtigsten Entdeckungen gelten die nach ihm und Stephen L. Adler und Roman Jackiw benannte Adler-Bell-Jackiw-Anomalie und die berühmte Bellsche Ungleichung, die er 1964 herleitete. Bell zeigte damit unter anderem, dass jede „vernünftige“ Quantentheorie mit lokalen verborgenen Variablen bestimmte, durch Experimente überprüfbare Aussagen macht, die den Aussagen der Quantenmechanik widersprechen. Experimente zur Prüfung der Bellschen Ungleichung sprechen, im Rahmen der bisher möglichen Messgenauigkeit, für die Quantenmechanik und gegen Quantentheorien mit lokalen verborgenen Variablen.
Die Bohmsche Mechanik, eine Quantentheorie mit verborgenen Variablen, für die sich J.S. Bell in zahlreichen Arbeiten eingesetzt hat, ist davon wegen ihrer Nichtlokalität nicht betroffen. Nach der Auffassung J.S. Bells, die nicht von allen Physikern geteilt wird, folgt aus der Bellschen Ungleichung sogar, dass die Natur selbst nicht lokal ist, wenn die Voraussagen der Quantenmechanik zutreffen.
Später arbeitete Bell hauptsächlich auf dem Gebiet der Quantenfeldtheorie beim CERN. 1987 wurde er in die American Academy of Arts and Sciences gewählt, 1989 erhielt er den Dannie-Heineman-Preis für mathematische Physik. 
Er starb 1990 in Genf an einer Gehirnblutung, kurz nachdem er für den Physiknobelpreis vorgeschlagen worden war. Seine sterblichen Überreste wurden eingeäschert. Die Urne mit seiner Asche wurde im Columbarium des Cimetière de Saint-Georges in Genf beigesetzt.
Ihm zu Ehren vergibt die University of Toronto seit 2009 den John Stewart Bell Prize für Forschungen zu den Grundlagen der Quantenmechanik.

## Schriften (Auswahl)
- On the Impossible Pilot Wave. In: Foundations of Physics, 12 (10), S. 989–999.
- On the Problem of Hidden Variables in Quantum Mechanics. In: Reviews of Modern Physics. Bd. 38 (1966), S. 447–452, doi:10.1103/RevModPhys.38.447.
- mit Roman Jackiw: A PCAC puzzle: π0→γγ in the σ-model. In: Il Nuovo Cimento. Reihe A, Bd. 60, H. 1 (März 1969), S. 47–61, doi:10.1007/BF02823296 (Adler-Bell-Jackiw-Anomalie).
- Wider die Messung. In: Physikalische Blätter. Bd. 48, H. 4 (April 1992), S. 267–273, doi:10.1002/phbl.19920480406.
- Speakable and Unspeakable in Quantum Mechanics, 2. Aufl., Cambridge University Press, Cambridge 2004, ISBN 978-0-521-52338-7 (mit einer Einführung von Alain Aspect, bündelt Bells Originalaufsätze, dt. Übersetzung: Quantenmechanik, Sechs mögliche Welten und weitere Artikel, de Gruyter, Berlin 2015, ISBN 978-3-11-044790-3).